# Mary Simon
Mary Jeannie May Simon (Kangiqsualujjuaq, Québec, 1947.  augusztus 21. –)  2021-től Kanada főkormányzója.

## Élete
Kuujjuaqban járt iskolába. 1969-ben kezdett újságíróként dolgozni a CBC Northnál. Az Inuit Today magazinnak is írt.1979 és 1982 között a Makivik Corporation (a szervezet, amely az inuitok érdekeit védte Quebecben) alelnöke majd 1982 és 1985 között elnöke volt.
1980-tól az Inuit Circumpoláris Tanácsban (Conseil circumpolaire inuit / CCI) dolgozott. 1986 és 1992 között ő volt az elnöke.
1999 és 2001 között Kanada koppenhágai nagykövete volt. 

## Fordítás
- Ez a szócikk részben vagy egészben  a   Mary Simon című holland Wikipédia-szócikk fordításán alapul.  Az eredeti cikk szerkesztőit annak laptörténete sorolja fel. Ez a jelzés csupán a megfogalmazás eredetét és a szerzői jogokat jelzi, nem szolgál a cikkben szereplő információk forrásmegjelöléseként.